# Burg Freckleben
Die Burg Freckleben ist eine romanische Höhenburg in Freckleben im Salzlandkreis, Sachsen-Anhalt. Es sind bedeutende Reste von wahrscheinlich karolingischen Wallanlagen und gut erhaltene romanische Gebäude aus der Zeit um 1200 zu sehen.

## Geschichte
Die Entstehung der ersten Befestigungsanlage in Freckleben ist zeitlich noch nicht genau einzuordnen. Eine erste urkundliche Erwähnung des Ortes 762 im Fuldaer Stiftungsbuch als Frekenlevo bestätigt das hohe Alter des Ortes. Möglicherweise sind die umfangreichen bis heute erhaltenen Wallanlagen noch auf diese Zeit zurückzuführen. Die Ausdehnung der Wallanlage umfasst eine Fläche von der mehrfachen Größe der späteren mittelalterlichen Burg. Das etwa ovale Burgareal hat in seinen größten Abmessungen eine Ausdehnung von 300 × 600 Metern. Das in Spornlage gelegene Terrain ist an drei Seiten durch steile Hänge geschützt. Die Südseite wurde durch ein System von drei hintereinander gelegenen Wällen mit dazwischen gelegenem doppeltem Graben geschützt. Ein weiterer äußerer Wall liegt etwa 120 Meter südlich davon am natürlichen Abfall des Geländes. Das Erscheinungsbild der Wallanlage lässt eine karolingische Burg möglich erscheinen.

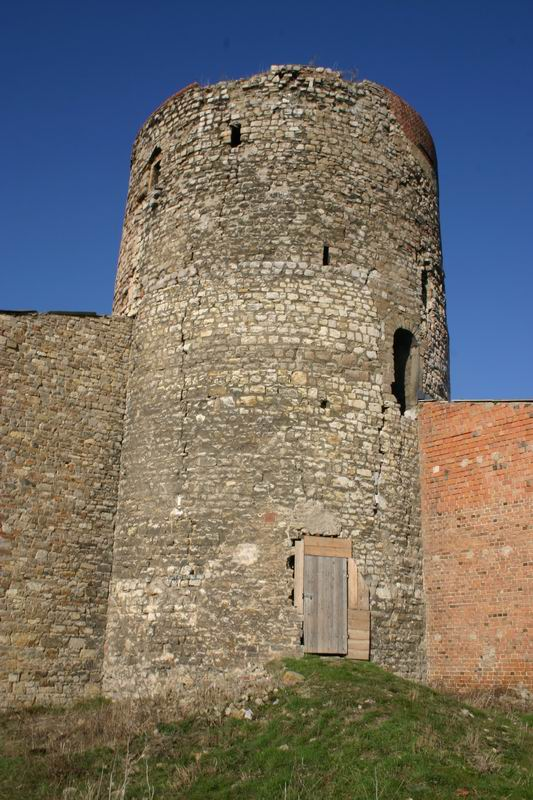
Der Rundturm der Unterburg stammt aus der ersten Hälfte des 12. Jh.

Am 22. Oktober 973 bestätigt Kaiser Otto II. einen Gütertausch zwischen Erzbischof Adalbert von Magdeburg und Abt Werner von Fulda, in dem Adalbert Freckleben erhält. Adalbert starb dort im Jahr 981. Man wird wohl annehmen können, dass zu dieser Zeit ein repräsentativer Adelssitz vorhanden war.
Im 12. Jahrhundert waren die Markgrafen der Nordmark aus dem Grafengeschlecht von Stade Eigentümer der Burg. Aus der Zeit ihrer Herrschaft stammt der Rundturm der Unterburg (Bergfried 1). Stilistisch ist er in die erste Hälfte des 12. Jahrhunderts einzuordnen, worauf seine wuchtige Baumasse, aber auch die einfachen romanischen Bauelemente hinweisen. Bemerkenswert ist, dass der Turm in einer zweiten Bauphase durch einen äußeren Mantel verstärkt wurde. (Mauerstärke: drei Meter, Innendurchmesser: vier Meter, Mantelmauer: 1,3 Meter, erhaltene Höhe: 16 Meter) Neben dem Turm sind Teile der Ringmauer und das Kellergeschoss eines Wohngebäudes im Südosten der Burg aus der Zeit der Markgrafen erhalten.
Der letzte Vertreter der Familie von Stade, Graf Udo von Freckleben, wurde am 15. März 1130 von den Mannen Albrechts des Bären in Aschersleben erschlagen. Der spätere Kaiser Lothar III. zog die Herrschaft als herrenloses Lehen ein und vergab sie als Reichslehen. 1135 wurden ein Eckerich von Frakenleve und ein Otto von Frakenleve urkundlich genannt. Im Rahmen eines Gütertausches erwarb Erzbischof Wichmann von Seeburg Freckleben 1166 von Kaiser Friedrich I. An einer wichtigen Straße von Halle nach Aschersleben und Halberstadt gelegen, war sie ein wichtiges Bindeglied zwischen den erzbischöflichen Besitzungen.
Um 1200 wurde der Bergfried 3 errichtet. Der in den unteren vier Geschossen rechteckige Turm geht im vierten Obergeschoss in einen achteckigen Grundriss über. Das dritte und das vierte Obergeschoss sind mit Kamin und Aborterker zu Wohnzwecken erbaut. Die nach außen weisende Front weist in diesen Etagen romanische Zwillingsfenster auf. Auch die übrigen Gebäude der Oberburg entstanden in dieser Zeit. Der Hof der Oberburg muss allseitig bebaut gewesen sein, da der hochgelegene Zugang zum Turm einen Anschlag für eine Zugbrücke hat. Das setzt ein gegenüberliegendes Gebäude voraus. Nördlich des Bergfrieds 1 entstand ein Gebäude, das sich durch stärkere Mauern auszeichnet und wahrscheinlich ein Wohnhaus war.
Bis 1296 wurde die Burg von Burggrafen verwaltet. Als der letzte Burggraf Walter V. von Arnstein in diesem Jahr in den Deutschen Orden eintrat, wurde das Amt nicht wieder besetzt. Die Herrschaft wurde an verschiedene Adelsfamilien als Lehen vergeben. Dabei wurde die Herrschaft mehrfach geteilt. 1479 kauften die Fürsten Waldemar und Georg von Anhalt den Familien Dorstädt und Strobart die Herrschaft ab und nahmen sie vom Erzbistum Magdeburg zu Lehen. Seit dem 16. Jahrhundert war die Herrschaft Freckleben eine Domäne.
Bei der anhaltischen Teilung im 17. Jahrhundert kam Freckleben an die Dessauer Linie. Zur Zeit der Domänenwirtschaft im 19. und 20. Jahrhundert wurden die Wirtschaftsgebäude vielfach umgebaut und verändert. 1896 fiel die Domäne an den Staat. Um 1900 wurde ein großer Rundturm (Bergfried 2) in der Unterburg abgebrochen. 1945 wurde die Domäne aufgeteilt und es entstanden mehrere Neubauernhöfe in den Burggebäuden.

## Besichtigung

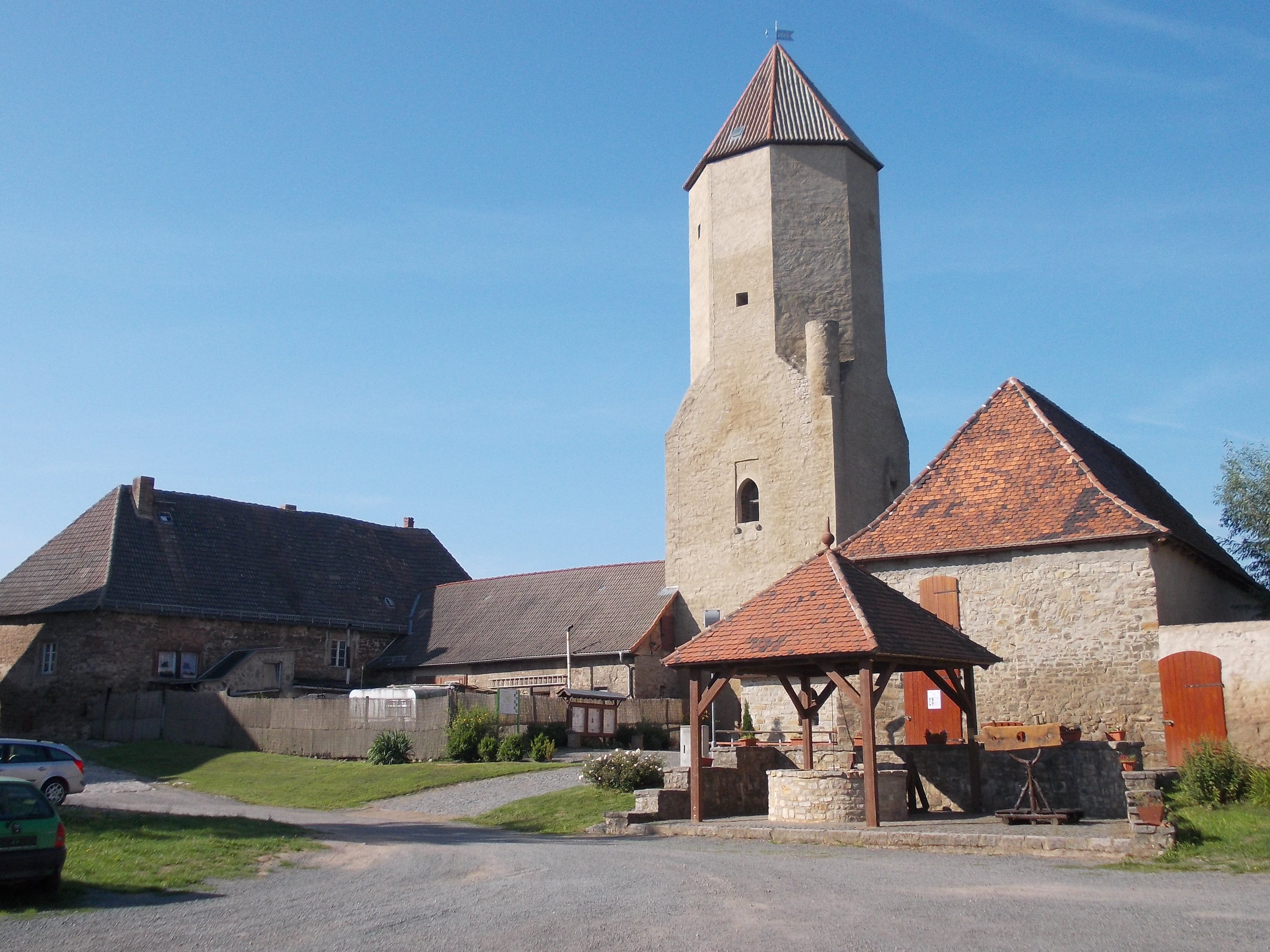
Burghof

Die Außenbereiche sind frei zugänglich, die Besteigung des Bergfrieds ist über Leitern möglich. Die obersten zwei Etagen sind mit Drehspindelleitern ausgestattet, die in Deutschland einmalig sind.